# Before Night Falls
 Before Night Falls  is een dramafilm uit 2000, geregisseerd door Julian Schnabel. Het scenario is geschreven door Schnabel, Cunningham O'Keefe en Lázaro Gómez Carriles. De hoofdrollen worden vertolkt door Javier Bardem, die genomineerd was voor een Academy Award voor beste acteur, Olivier Martinez, Andrea Di Stefano, Santiago Magill, Johnny Depp en Michael Wincott.

## Verhaal
Before Night Falls is gebaseerd op de autobiografie met dezelfde naam, geschreven door de Cubaanse dichter en romanschrijver Reinaldo Arenas. In de film is Arenas, die openlijk homoseksueel was, geboren in Oriente in 1943 en is opgevoed door zijn alleenstaande moeder en haar ouders, die snel de hele familie verhuisde naar Holguín. Nadat hij verhuisd is naar Havana in de jaren zestig om zijn studie te vervolgen, begint Reinaldo zijn ambities te ontdekken, tegelijk met zijn seksualiteit.
Na het verkrijgen van een eervolle vermelding in een schrijfwedstrijd wordt Arenas een kans aangeboden zijn werk te publiceren. Door zijn werk en vriendschappen met andere homoseksuele mannen (zoals Pepe Malas en Thomas Diego) slaagt Arenas erin zichzelf te vinden.
Het politieke klimaat in Cuba begint gevaarlijk te worden, en in de vroege jaren zeventig wordt Arenas gearresteerd voor het seksueel aanvallen van minderjarigen, en voor het uitgeven van zijn werk zonder toestemming. In het volgende decennium wordt Arenas een aantal keer vrijgelaten en weer opgepakt, wegens het proberen en het falen om het land uit te komen.
In 1980 verlaat Arenas eindelijk Cuba om vervolgens naar Amerika te gaan en daar een nieuw leven op te bouwen met goede vriend en minnaar Lazaro Gomez Carilles. Een aantal jaar later krijgt Arenas aids, en na een aantal jaar lijden sterft hij in 1990, met een beetje hulp van Lazaro.

## Rolverdeling
| Acteur                  | Personage              |
| ----------------------- | ---------------------- |
| Javier Bardem           | Reinaldo Arenas        |
| Olivier Martinez        | Lazaro Gomez Carilles  |
| Andrea Di Stefano       | Pepe Malas             |
| Santiago Magill         | Tomas Diego            |
| John Ortiz              | Juann Abreu            |
| Héctor Babenco          | Virgilio Pinera        |
| Manuel González         | Jose Lezama Lima       |
| Francisco Gattorno      | Jorge Camacho          |
| Marisol Padilla Sánchez | Margarita Camacho      |
| Johnny Depp             | Bon Bon & Lt. Victor   |
| Michael Wincott         | Herberto Zorilla Ochoa |
| Sean Penn               | Cuco Sanchez           |

De Spaanse actrice en zangeres Najwa Nimri verschijnt kort als de suïcidale Fina Zorilla Ochoa, en Diego Luna (die tamelijk onbekend was in die tijd) heeft een kleine rol als Carlos, Reinaldo's vriend uit zijn kindertijd. Regisseur Julian Schnabels complete familie zit eveneens in de film: zonen Cy Schnabel en Olmo Schnabel spelen de klasgenoten van de jonge Reinaldo, zoon Vito Maria Schnabel speelt de tiener versie van Reinaldo, dochter Lola Schnabel speelt 'het meisje met de sleutels', en dochter Stella Schnabel speelt de rol van Valeria. Zijn ouders Jack Schnabel en Esther G. Schnabel verschijnen als Mr. en Mrs. Greenberg aan het eind van de film, en zijn vrouw Olatz López Garmendia speelt Reinaldo's moeder.

## Productie
Schnabel kreeg het idee om Before Night Falls te maken meteen na het maken van Basquiat, alhoewel het vier jaar duurde om de film inderdaad te produceren.